# Scornicești
Scornicești est une ville roumaine du județ d'Olt, dans la région historique de Valachie et dans la région de développement Sud-Ouest-Olténie.

## Géographie
La ville de Scornicești est située en Munténie, dans le nord-est du județ, dans les collines de Cotmenesi (Plateau Getic), à 30 km au nord-est de Slatina, le chef-lieu du județ. Scornicești est la plus vaste commune du județ.
La température moyenne est de 10,7 °C et les précipitations moyennes de 1 000 mm.
La municipalité est composée des localités suivantes (population en 1992) :
- Bălțați (593) ;
- Bircii (1 230) ;
- Chițeasca (500) ;
- Constantinești (638) ;
- Jitaru (704) ;
- Mărgireni-Slobozia (1 058) ;
- Mihăilești-Popești (400) ;
- Mogoșești (692) ;
- Negreni (1 387) ;
- Piscani (280) ;
- Rusciori (357) ;
- Scornicești (5 514), siège de la municipalité ;
- Șuica (375) ;
- Teiuș (270).

## Histoire
La première mention écrite du village date de 1577. Scornicești a obtenu le statut de ville en 1989.

### Ville natale du dictateur Nicolae Ceaușescu
Scornicești est le lieu de naissance le 26 janvier 1918 du leader communiste Nicolae Ceaușescu, qui y vécut jusqu'à l'âge de 11 ans, avant de partir pour Bucarest et devenir cordonnier. Durant sa dictature, Ceaușescu voulut faire de Scornicești une « ville modèle » pour y loger l'« Homme socialiste ». Aussi, en 1988, il commença ses plans en faisant détruire les maisons traditionnelles du village pour les remplacer par des immeubles d'habitation. Quoi qu'il en soit, les bulldozers ont épargné la maison natale du leader qui est devenue une attraction locale.
Ceaușescu a par ailleurs fait construire un grand stade (d'une capacité de 30 000 places) pour l'équipe de football locale, le FC Olt Scornicești, qui fut, avec son aide, promu jusqu'en première division. De nos jours, le club joue en troisième division roumaine.
Dinel Staicu, un millionnaire roumain, a annoncé qu'il construirait un musée concernant Ceaușescu à Scornicești.

## Politique
| Parti | Parti                                                 | Sièges |
| ----- | ----------------------------------------------------- | ------ |
|       | Parti national libéral (PNL)                          | 6      |
|       | Parti social-démocrate (PSD)                          | 4      |
|       | Union nationale pour le progrès de la Roumanie (UNPR) | 3      |
|       | Alliance des libéraux et démocrates (ALDE)            | 3      |
|       | Union chrétienne démocrate de Roumanie (UCDR)         | 1      |

## Démographie
Lors du recensement de 2011, 91,36 % de la population se déclarent roumains (8,6 % ne déclarent pas d'appartenance ethnique et 0,02 % déclarent appartenir à une autre ethnie).
Lors de ce même recensement, 91 % de la population déclarent appartenir à l'Église orthodoxe roumaine alors que 8,61 % refusent de répondre à la question et que 0,37 % appartiennent à une autre religion.

## Économie
L'économie de la commune repose sur l'agriculture. On trouve également des ateliers de confection et une entreprise de pièces automobiles.

## Communications

### Routes
Scornicești est proche de la route nationale DN65 Slatina-Pitești.

## Lieux et monuments
- Rusciori, église en bois Sainte Parascheva (Cuvioasa Paraschiva) de 1885.